# Sumitomo Fudosan Roppongi Grand Tower
La Sumitomo Fudosan Roppongi Grand Tower (住友不動産六本木グランドタワー?)  è un grattacielo ad uso commerciale situato a Roppongi, Minato, Tokyo.

## Caratteristiche

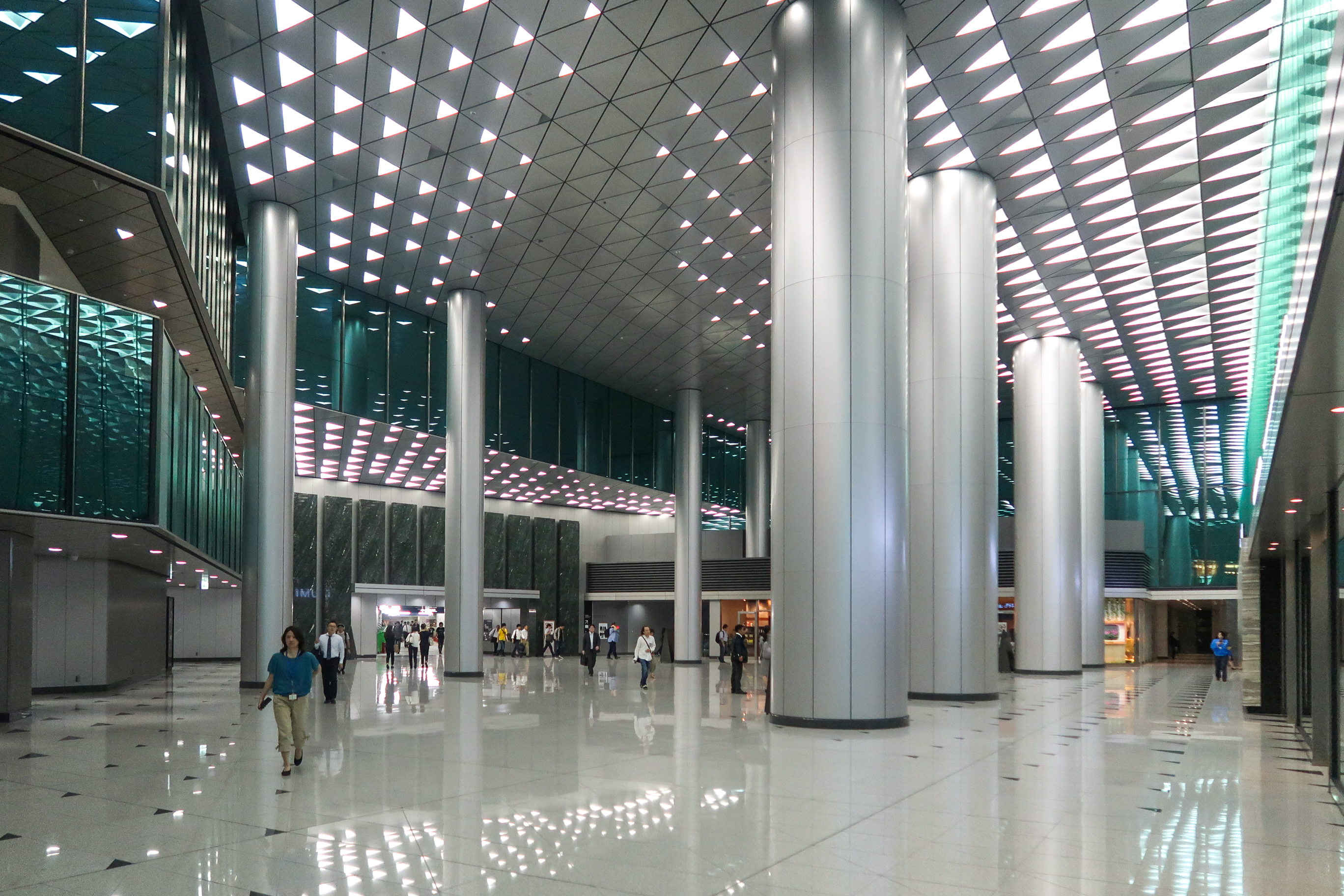
La hall dell'edificio

La torre di 40 piani è il risultato del Roppongi 3-chome East Side Project (六本木三丁目東地区プロジェクト?, Roppongi san-chome higashi chiku purojekuto) di Roppongi 3-chome East Side Project (六本木三丁目東地区プロジェクト?, Roppongi san-chome higashi chiku purojekuto). Completata nel mese di settembre 2016, è il più grande edificio per uffici commerciali in Giappone considerando l'area calpestabile.

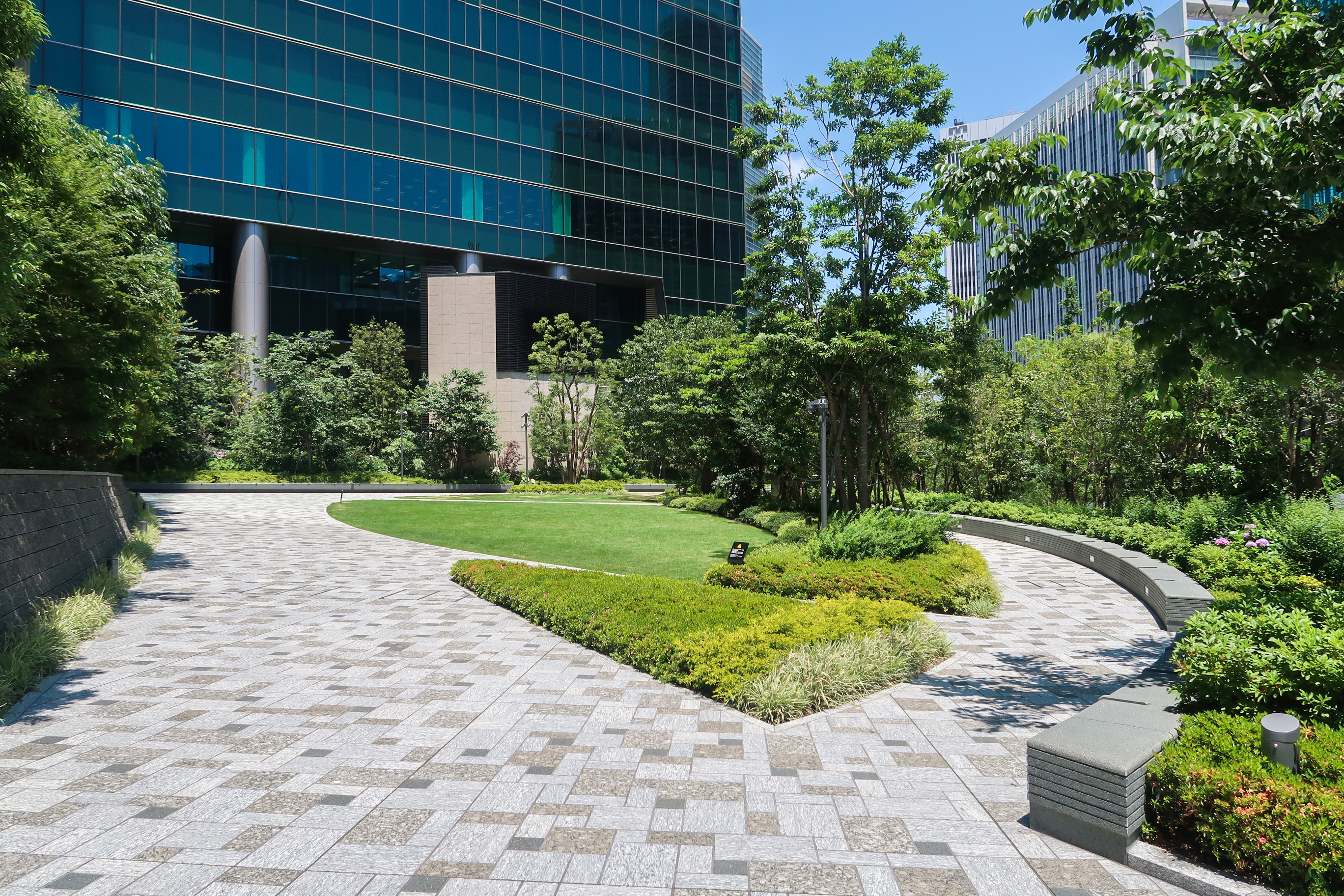
Il giardino interno

Situato nel quartiere Roppongi di Tokyo adiacente alla Izumi Garden Tower, anch'essa di proprietà di Sumitomo Realty, in un sito che ospitava l'ex IBM Japan Head Office Building (87.4m, 1991) e l'ex Roppongi Prince Hotel, chiuso nel 2006.
L'edificio è stato progettato dalla Nikken Sekkei Ltd. e costruito da una joint venture composta da Obayashi Corporation e Taisei Corporation.
Costruito su un sito in pendenza con un ingresso per i passeggeri delle auto e l'atrio principale al 4º piano, il 1º piano della torre dell'ufficio principale è collegato direttamente alla stazione Roppongi-itchōme sulla linea Namboku della metropolitana di Tokyo.
I piani da 10 a 27 e da 31 a 43 sono designati come spazi per uffici commerciali. I negozi e i ristoranti accessibili al pubblico occuperanno i piani 2 e 3. La torre è la nuova sede di TV Tokyo e TX Network.
Alla torre principale è collegato un edificio residenziale 27 piani alto 109 metri.